# Stanko Kociper
Stanko Kociper (rojen Stanislav), pisatelj, dramatik, urednik in publicist, * 30. april 1917, Pobrežje pri Mariboru, † 24. junij 1998, La Plata, Argentina.

## Življenje
Bil je nezakonski sin Marije Kociper, ki je bila kuharska dekla pri grofovski družini. Mati ga je že zelo zgodaj zaupala svoji sestri, ki je živela na Stanovem v župniji Velika Nedelja. Nato se je z materjo preselil na Kajžar pri Sv. Miklavžu pri Ormožu. Čutil se je za domačina Slovenskih goric, kar se tudi odraža v njegovih delih. Klasično gimnazijo je obiskoval v Mariboru in takrat začel pisati drame ter krajšo pripovedno prozo, igral pa je tudi v gledališki skupini. Gimnazijo je zaključil leta 1936 nato pa se je vpisal na pravo v Ljubljani, kjer je leta 1942 diplomiral in 1944 doktoriral. Od julija 1942 do avgusta 1943 je bil v italijanski internaciji v Monigu in Chiesanuovi. Po kapitulaciji Italije je oktobra 1943 stopil med domobrance, kjer je postal referent za propagando in urednik revije Slovensko domobranstvo. Predaval je na domobranskih tečajih in srečanjih. Imel naj bi okrog 60 govorov, vendar niso natančno ohranjeni, v časniku Slovenec so izšli okrnjeni zaradi italijanske cenzure. Jeseni 1944 je bil zaradi nestrinjanja z nemškimi oblastmi iz domobranstva odpuščen ter je postal tajnik generala Leona Rupnika, leta 1945 pa tudi njegov zet. Z generalom Rupnikom je leta 1945 zapustil domovino in bil nato več let v begunskih taboriščih v Avstriji. V domovini ga je Komisija za ugotavljanje zločinov okupatorjev in njegovih pomagačev prijavila s kvalifikacijo: narodno izdajstvo in moralna pomoč okupatorju, vendar je bil zaradi pomanjkanja dokazov oproščen. Nato se je preselil v Argentino, kjer je delal v trgovskem podjetju. S prispevki je sodeloval v revijah Meddobje in Tabor; v slednji je objavljal zgodovinske prispevke. Zatem je dolga desetletja umetniško molčal. Zadnje njegovo delo je knjiga spominov Kar sem živel, v kateri je popisal svoje življenje in zlasti delovanje v domobranskih vrstah med letoma 1941 in 1948. Leta 1993 je obiskal domovino, kjer je bil sprejet v Društvo slovenskih pesnikov in pisateljev, nato pa se je vrnil v Argentino.

## Literarno delo
V gimnazijskih letih pisal črtice ter jih pod raznimi psevdonimi objavljal v revijah Mentor ter Dom in svet. Leta 1936 je za maturantsko predstavo nastala drama Svitanje, ki pa zaradi zamujenega roka ni bila izvedena. Predelal jo je leta 1952. V naslednjih letih je napisal drami Zasad (1940) in Šentjurjevski provizor (1941), za kateri je značilen čustveno poudarjeni moralizem pri opazovanju meščanskega in vaškega sveta. Njegova zadnja drama Prekletstvo ljubezni, ki so jo igrali v Ivanjkovcih, se je najverjetneje izgubila. V tem času je postal stalni sodelavec Tineta Debeljaka. Ta ga je spodbudil k pisanju daljšega teksta in tako je leta 1942 nastal roman Goričanec v katerem poveličuje ljubezen do zemlje in kmečkega življenja. Zanj je leta 1943 prejel Prešernovo nagrado mesta Ljubljane. Po selitvi v Argentino se je dejavno vključil v društveno življenje argentinskih Slovencev, predvsem kot soustanovitelj Slovenske kulturne akcije ter član njenega literarnega odseka. Tudi v novi domovini je bilo njegovo literarno ustvarjanje povezano z Debeljakom. Črtice in novele je v teh letih objavljal v revijah Vrednote in Duhovno življenje ter v zborniku Čez Izaro. Teme njegovih del so povezane z domovino in Slovenskimi Goricami. V načrtu cikel romanov o Sloveniji med vojno in okupacijo. Uspelo mu je napisati le prvi del z naslovom Na božji dlani, nato pa se je ustvarjalno umaknil, kot polemik in kronist se je pojavljal le še na straneh domobranske revije Tabor.

### Dramatika
- Zasad (1940) (COBISS)
- Šentjurjevski provizor (1941) (COBISS) dlib
- Svitanje (1956) (COBISS)

### Proza
- Goričánec, roman (1942) (COBISS)
- Mértik, zbirka črtic iz Slovenskih goric (1954) (COBISS)
- Na božji dlani, prvi del nedovršenega cikla romanov In svet se vrti naprej (1957) (COBISS)
- Tjašek Gomez počiva v pampi (1992) (COBISS)
- Jeruzalemski zvonar: Zgodbe bivših ljudi, povojne črtice in novele (1995) (COBISS)

### Objave v antologijah
- Dnevi smrtnikov: Emigrantsko pripovedništvo (1945—1960) v izboru (1960) (COBISS)
- Pod Južnim kižem: Antologija emigrantske proze 1945—1991 (1992) (COBISS)
- Ob srebrni reki: Kratka proza argentinskih Slovencev (1993) (COBISS)